# Aiguille des Glaciers
La aiguille des Glaciers (en italiano: aiguille des Glaciers; lit., 'aguja de los Glaciares') (3816 m) es una pico en el macizo de los Alpes del Mont Blanc, parte de los Alpes grayos. Se encuentra en la frontera franco-italiana, entre los departamentos franceses de Saboya y Alta Saboya y la región italiana del Valle de Aosta.
Un fino pico piramidal cuando se ve hacia el sur desde el lado italiano, la Aiguille des Glaciers domina la vista desde la parte superior del valle de Veny, aunque es menos característica desde su lado francés. Se suele escalar desde el valle de los Glaciares en Saboya. La vista desde su cumbre es una de las mejores de toda la zona.
El 1 de noviembre de 1946, un B-17 Flying Fortress de la Fuerza Aérea de los EE. UU. se estrelló contra la Aiguille des Glaciers, solo 66 metros antes de la cima del Mont Blanc, matando a los 8 miembros de la tripulación. El lugar del accidente no fue descubierto hasta julio de 1947, cuando se encontraron restos a una altitud de unos 3650 m.